# Astragalus australis
Astragalus australis é uma espécie de planta com flor na família das leguminosas conhecida pelo nome comum de leite de vaca indiano. É nativo de grande parte do Hemisfério Norte, incluindo o norte da América do Norte, Europa e Ásia temperada

## Descrição
Esta planta produz hastes eretas e espalhadas de até 25 centímetros de altura a partir de um caudex. As hastes têm uma densa camada de pêlos e folhas dispostas alternadamente. Cada folha tem até 3 a 4 centímetros de comprimento e é composta por folíolos medindo alguns milímetros de comprimento. Os folhetos são cobertos por pêlos grisalhos. A inflorescência é um racemo de até 15 flores com pétalas esverdeadas, brancas, arroxeadas ou rosadas com veios verdes e pontas roxas. A fruta é uma vagem de legume sem pêlos que amadurece de cor vermelho escuro e mede até 2,6 centímetros de comprimento. Contém até 12 sementes.

## Ecologia
Esta planta cresce tão ao norte quanto Banks Island, no arquipélago ártico canadense. Cresce à beira-mar, muitas vezes em cumes de cascalho.
Esta planta foi usada como alimento pelos povos Cree e Stone da América do Norte.
Variedades desta planta incluem a rara var. olympicus, Milkvetch de algodão, endêmico das montanhas olímpicas de Washington, nos Estados Unidos. Ela cresce em cumes de montanhas subalpinas com vegetação esparsa.